# Epitoxis duplicata
Epitoxis duplicata is een vlinder uit de familie spinneruilen (Erebidae), onderfamilie beervlinders (Arctiinae). De wetenschappelijke naam van de soort is voor het eerst geldig gepubliceerd in 1926 door Gaede.
Deze nachtvlinder komt voor in tropisch Afrika.